# Herderlijk schrijven
Een herderlijk schrijven (Latijn: littera pastoralis) is een kerkelijke brief van een bisschop aan de gelovigen van zijn bisdom. In de katholieke kerk worden dergelijke brieven doorgaans geschreven ter gelegenheid van Kerstmis, Pasen of aan het begin van de vastentijd en worden ze in de parochies voorgelezen vanop de kansel tijdens de zondagse eucharistie. Ze kunnen tientallen bladzijden beslaan en worden ook wel in druk verspreid. Inhoudelijk gaat het vaak om aansporingen en instructies voor christelijk gedrag en zielenheil. Een bekend voorbeeld is het herderlijk schrijven van kardinaal Mercier onder de Duitse bezetting met kerstdag 1914. De traditie is ontstaan in de 16e eeuw door toedoen van Carolus Borromaeus, aartsbisschop van Milaan.   